# Палмер, Эрастус Доу
Эрастус Доу Палмер (2 апреля 1817 — 9 марта 1904) — американский скульптор и резчик, историк искусства.
Жизнь Палмера была небогата событиями. Родился в Помпи (англ. Pompey, New York; штат Нью-Йорк), работал плотником. В свободное время занимался творчеством: первоначально только художественной резьбой на дереву, вырезая портреты, затем с успехом начал лепить из глины, а потом, выучившись без помощи учителей гравированию на твёрдых камнях, всецело посвятил было себя этому роду искусства. На 35-м году жизни Палмер, страдая слабостью зрения, оставив гравюру на камнях, занялся скульптурой. Первым его произведением по этой части была вылепленная им, а затем высеченная из мрамора, головка одного из его детей; благодаря этой работе он получил известность. Умер в своём доме в Олбани.
Как скульптор придерживался традиций академического классицизма. Исполнил множество портретных бюстов, а также немалое количество статуй, полуфигур и медальонов фантастического, аллегорического и реалистического характера. Главные работы: «Утренняя и вечерняя звезды» (медальоны), «Вера», «Весна», «Покорность судьбе», «Сон», «Молодая индианка, несущая крест», «Дети переселенцев», бронзовая статуя Ливингстона.

## Источник
- Пальмер, Эраст // Энциклопедический словарь Брокгауза и Ефрона : в 86 т. (82 т. и 4 доп.). — СПб., 1890—1907.